# دهستان فورگ
دهستان فورگ، یکی از دهستان‌های بخش فورگ شهرستان داراب در استان فارس ایران است. مرکز این دهستان، شهر دوبرجی است.

## جمعیت
بر پایه سرشماری عمومی نفوس و مسکن در سال ۱۳۹۵، جمعیت
دهستان فورگ برابر با ۸٬۲۳۷ نفر بوده است.